# جیانگ رونگ
جیانگ رونگ (انگلیسی: Jiang Rong؛ زادهٔ ۱ آوریل ۱۹۴۶) با نام اصلی لو جیان‌مین یک نویسنده اهل چین است.
از فیلم‌ها یا مجموعه‌های تلویزیونی که وی در آن‌ها نقش داشته‌است، می‌توان به طلسم گرگ اشاره نمود.